# Santa Eufémia (Leiria)
Santa Eufémia de Leiria est une freguesia (paroisse) du Portugal basée à 7 km de Leiria entre Leiria et Caranguejeira.
Santa Eufémia est notamment connu pour sa Vallée de Lapedo et de Lagar Velho.

## Villages
- Apariços
- Bregieira
- Carrasqueira
- Casal Capitão
- Casal da Ladeira
- Caxieira
- Espinheirinha
- Ferreiros
- Figueiro do Outeiro
- Lapedo
- Olivais
- Quintas do Sirol
- Quinta dos Frades
- Santa Eufémia
- Souto de Baixo
- Trabulheira
- Val da Garcia

## Distance
- Leiria : 8 km
- Marinha Grande : 20 km
- Ourém : 25 km
- Fátima : 29 km
- Pombal : 42 km

## Patrimoines
- Abrigo do Lagar Velho, Lapedo